# Eben Moglen
Eben Moglen, född 13 juli 1959, är en amerikansk jurist och lärare vid Columbia University, jobbar på frivilligbasis som juridisk rådgivare åt Free Software Foundation.